# Ribeira Grande (Doze Ribeiras)
A Ribeira Grande é um curso de água português, localizado na freguesia açoriana de São Bartolomeu dos Regatos, concelho da Angra do Heroísmo, ilha Terceira, arquipélago dos Açores.
Este curso de água encontra-se geograficamente localizado na parte Sul da ilha Terceira e tem a sua origem a cerca de 800 metros de altitude. Tem origem na Serra Alta das Doze, elevação que faz parte dos contrafortes da Serra de Santa Bárbara se eleva a 1021 metros de altitude acima do nível do mar.
Dirige-se para o Oceano Atlântico depois de atravessar a freguesia das Doze Ribeiras, ao local conhecido como Cruzinhas precipita-se e no Oceano Atlântico do cimo de uma falésia com cerca de 100 metros de altura.